# Audition (droit français)
Pour les articles homonymes, voir Audition.
L'audition est une procédure d'interrogatoire effectuée par des forces de l'ordre et magistrats (notamment les juges d'instruction), dans le cadre d'une enquête.

## Application
En France depuis 1993, selon l'article 78 du code de procédure pénale on peut auditionner le plaignant, les suspects ou des témoins. Ces personnes n'ont pas à prêter serment et elles ne peuvent être entendues que le temps nécessaire à leur audition. Les personnes convoquées pour une audition ont l'obligation de comparaître ; au besoin l'autorité peut avoir recours à la force publique.
Selon Jean Pradel, l'audition est une bonne chose car elle évite la garde à vue.[réf. nécessaire]